# نوت (اسطوره)

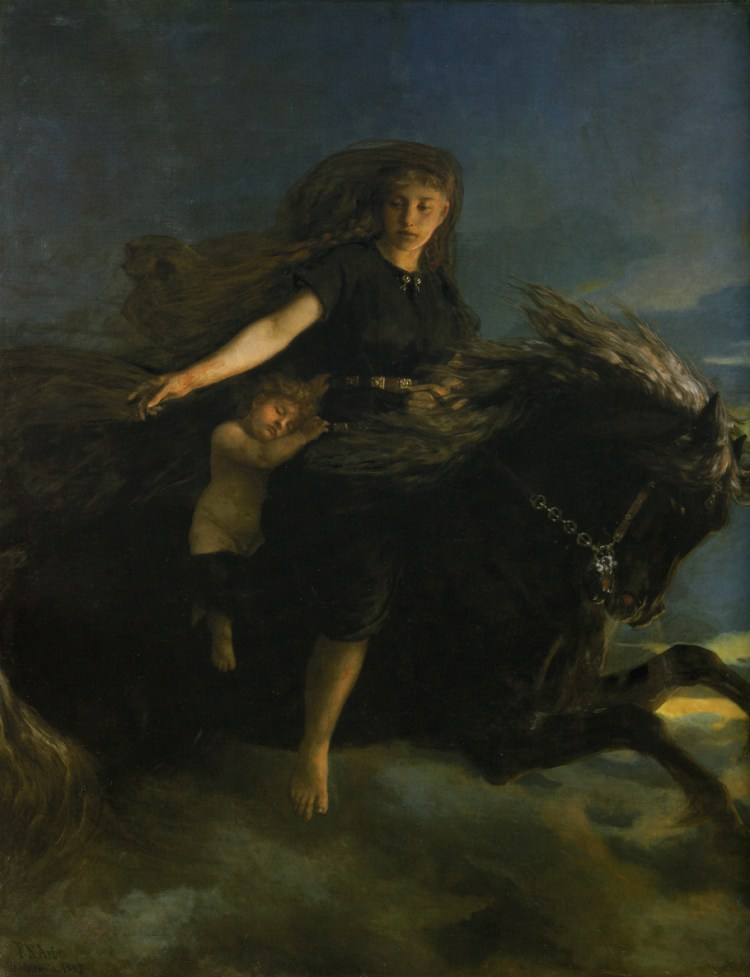
نقاشی نوت سوار بر اسبش در قرن نوزدهم، اثر پیتر نیکولای آربو.

نوت (به زبان نروژی باستان: Nótt) در اسطوره‌شناسی اسکاندیناوی تجسم شخصیت شب است، و بر اساس مجموعه متون ادای منظوم و ادای منثور به قلم شاعر ایسلندی اسنوری استورلوسون، دختر ناروی یا نورفی، و مادربزرگ ثور به‌شمار می‌رود. نوت سه مرتبه ازدواج کرد و با هر شوهرش صاحب یک فرزند شد. همسر اولش ناگلفاری بود که از او صالح فرزند پسری به نام اوثر شد. شوهر دومش آن‌نار، پدر یورد الهه مادر زمین بود. شوهر سومش دلینگر (درخشان) یکی از آسیر و تجسم شخصیت شفق و پدر داگر (روز) بود.
از طرف ایزدان به او و پسرش داگر، ارابه و اسبی داده شد که توسط آن دور دنیا را در هر دو نیم روز بپیمایند. ارابهٔ نوت توسط اسبی به نام هریم‌فاکسی (یال شبنمی) کشیده می‌شد که هر روز صبح سطح زمین را با شبنم می‌پوشاند و در طرف دیگر ارابهٔ داگر توسط اسب اسکین‌فاکسی (یال درخشان) کشیده می‌شد که زمین و آسمان را روشن می‌نمود.